# درخت اژدهای کاویساک
دراکائنا کاوساکی (نام علمی: Dracaena kaweesakii) نام یک گونه از تیره مارچوبگان است.